# Časová osa války Izraele s Hamásem (říjen 2024)
Toto je část časové osy války Izraele s Hamásem. Obsahuje časové období od 1. října do 31. října 2024.

## Úterý 1. října
Podle palestinských zdravotníků bylo při izraelském leteckém útoku na uprchlický tábor táboře Nusejrat v centrální části Pásma Gazy zabito 11 osob, včetně žen a dětí.
Podle palestinských zdravotníků bylo při izraelském útoku na školu, ve čtvrti Tuffah v Gaze zabito 7 osob, během dvou samostatných izraelských útoků zahynulo 5 Palestinců v Rafahu a na předměstí Zejtún v Gaze. V Chán Júnisu bylo zabito 6 Palestinců při izraelském leteckém útoku na stan, ve kterém byli ubytováni vysídlení lidé.
Podle Jonathana Crickxe, mluvčího agentury OSN pro palestinská území je situace dětí v Pásmu Gazy neutěšená. Vidíte děti, kterým není dovoleno mít život normálních dětí, žádné vzdělání, žádnou hru, žádnou radost... tyto děti jsou extrémně zasaženy násilím, bombovými útoky a nejistotou, kterou procházejí už rok, řekl Crikx. Podle odhadů UNICEF existuje v Pásmu Gazy 19 000 dětí, které jsou bez doprovodu nebo byly odděleny od svých rodičů. Podle Izraele Hamás používá obyvatelstvo Gazy jako lidské štíty a boj vede z civilních oblastí včetně obytných domů, nemocnic, škol a mešit.
Během střeleckého útoku zabili 2 Palestinci vyzbrojení automatickou puškou v Jaffě 7 lidí, desítky jich byly zraněny. Jednoho z útočníků zabil ozbrojený civilista, dalšího policie.
Podle palestinského ministerstva zdravotnictví počet osob zabitých v Pásmu Gazy stoupl 41 638.

## Středa 2. října
Podle IOS zaútočila izraelská letadla na bývalé školy v Pásmu Gazy. Ty Hamás používá jako velitelské základny, kde jsou plánovány útoky pro IOS. Podle palestinských médií při těchto útocích zahynulo 17 osob v bývalé škole v Gaze a 3 v bývalé škole v Nusejratu.
Dánská premiérka Mette Frederiksenová při svém projevu v dánském parlamentu řekla, že prosadit dvoustátní řešení v Palestině a prolomit současnou patovou situaci by bylo možné mezinárodní vojenskou intervencí. Dvoustátní řešení může být provedeno pouze tehdy, pokud mezinárodní společenství v určitém okamžiku prohlásí, že ho nyní musíme vnutit silou, řekla Frederiksenová.
IOS uvedly, že v centrální části Pásma Gazy její příslušníci zahájili palbu na podezřelé osoby. Hamás se přihlásil k raketové a minometné palbě na izraelské vojáky v okolí koridoru Necarim.
Podle palestinského ministerstva zdravotnictví počet osob zabitých v Pásmu Gazy stoupl 41 689.

## Čtvrtek 3. října
Při společné akci IOS a Šin bet byl při leteckém útoku v Pásmu Gazy zabit Aziz Salha, známý svou rolí při lynčování dvou izraelských vojáků v Ramalláhu v roce 2000. Je známý díky fotografii, na které ukazuje ruce potřísněné krví dvou izraelských vojáků.
Podle vlastního prohlášení zabily IOS před 3 měsíci 3 vysoce postavené velitele Hamásu, Rawhho Muštahu, šéfa vlády Hamásu v Pásmu Gazy, Sameha al-Siraje, člena politbyra Hamásu zodpovědného za bezpečnost a Samiho Oudeha, velitele oddělení pro vnitřní bezpečnost Hamásu.
Jezídská žena, která byla v roce 2011 unesena Islámským státem v Iráku byla nalezena a zachráněna izraelskými bezpečnostními složkami v Pásmu Gazy. Tam ji IS prodal jednomu z příslušníků Hamásu. Žena byla přes Jordánsko dopravena do Iráku.
Podle palestinského ministerstva zdravotnictví počet osob zabitých v Pásmu Gazy stoupl 41 788.

## Pátek 4. října
Podle Světové zdravotnické organizace (WHO) bude od 14. října zahájena druhá fáze očkovací kampaně proti obrně v Pásmu Gazy. Podle WHO probíhají jednání s Izraelem o znovuzavedení přestávek v bojích jako při první fázi očkování.
Brigády národního odporu se přihlásily k minometnému útoku jižně od Necarimského koridoru. Izraelské jednotky pokračovaly v ničení infrastruktury Hamásu podél Necarimského koridoru v Rafahu.
Podle palestinského ministerstva zdravotnictví počet osob zabitých v Pásmu Gazy stoupl 41 802.

## Sobota 5. října
IOS vyzvaly palestinské civilisty, aby opustili Nusejrat a Bureij v centrální oblasti Pásma Gazy a přesunuli se do určené humanitární zóny. Důvodem je chystaná operace proti operativcům Hamásu, kteří v oblasti podle IOS... pokračují ve svých teroristických aktivitách ve vaší oblasti, a proto IOS zasáhne proti těmto elementům s velkou silou.
Podle Hamásu byli při izraelském leteckém útoku v Nusejratu zabiti minimálně 4 lidé. Při leteckém útoku v Bejt Hanún bylo podle palestinského ministerstva zdravotnictví zabito 5 osob, včetně 2 dětí.
IOS podle vlastního prohlášení zaútočily na velitelské stanoviště Hamásu umístěné v bývalé škole Ahmeda al Kurda v Dajr al Baláh. Izraelské jednotky útočily v rámci tzv. vyčišťovací operace v okolí Chán Júnisu.
Podle palestinského ministerstva zdravotnictví počet osob zabitých v Pásmu Gazy stoupl 41 825.

## Neděle 6. října
Při izraelském leteckém útoku na mešitu a bývalou školu v centrální části Pásma Gazy zahynulo podle palestinských médií minimálně 24 osob a 93 osob utrpělo zranění. Podle IOS letadla útočila na velitelská centra Hamásu.
Během noci, podle IOS, obklíčili izraelské jednotky Džabalíji. Do Džabalíje izraelské jednotky následně vstoupily za podpory letectva a dělostřelectva. Podle IOS... útoky byly zaměřeny na desítky základen Hamásu v Džabalíji, včetně skladů zbraní, tunelů, buněk operativců a další infrastruktury. Několik desítek operativců Hamásu bylo zabito při leteckých útocích a ostřelování z tanků.
Podle šéfa politických vztahů Hamásu Básema Najíma... pokračující válka v Gaze... není o Hamásu. Podle něj... i když Izrael porazí Hamás, v budoucnu povstane nová generace Palestinců.
Podle palestinského ministerstva zdravotnictví počet osob zabitých v Pásmu Gazy stoupl 41 870.
Podle IOS počet izraelských vojáků padlých v Pásmu Gazy stoupl na 349.

## Pondělí 7. října
Po roce od zahájení války Izrael stále nedosáhl jednoho ze svých hlavních cílů: zajistit návrat všech, kteří byli 7. října 2023 vzati jako rukojmí. Z 251 osob, které byly toho dne uneseny jich je 97 stále drženo v zajetí v Pásmu Gazy, včetně 34 osob, o kterých IOS tvrdí, že jsou po smrti. Pásmo Gazy se změnilo k nepoznání a jeho obyvatelé jsou vyčerpaní vysídlením a nedostatkem, jehož konec je v nedohlednu. Podle OSN 92% silnic v Gaze a více než 84% zdravotnických zařízení bylo během války v Pásmu Gazy poškozeno nebo zničeno a asi 90% populace bylo alespoň jednou vysídleno. Nikdy jsem si nepředstavoval, že válka bude trvat tak dlouho, uplynul rok a my jsme viděli všechny druhy utrpení – nemoci, hlad, nebezpečí a ztráty, řekl jeden z obyvatel Gazy.
Izraelci se shromáždili na obřadech, hřbitovech a pamětních místech po celé zemi, aby si připomněli stovky obětí, desítky rukojmích držených stále v zajetí a vojáky padlé v bojích. Izraelský prezident Jicchak Herzog se připojil ke shromáždění, na místě, kde bylo během hudebního festivalu Nova zabito nejméně 364 účastníků a další byli uneseni.
Podle IOS bylo za 1 rok od zahájení války v Pásmu Gazy zasaženo 40 000 cílů, nalezeno 4 700 tunelových šachet a zničeno 1 000 raketometů. Od 7 října 2023 zahynulo 726 příslušníků IOS, z toho 380 při útocích 7 října a 346 během bojů v Pásmu Gazy a 56 během nehod a tzv. přátelské palby. Zraněno bylo 4 576 vojáků. Z Pásma Gazy bylo na Izrael vypáleno 13 200 raket. Podle IOS bylo 7. října při útocích v Izraeli zabito asi 1 000 příslušníků Hamásu a dalších skupin. Během následujících bojů v Pásmu Gazy bylo celkem zabito 17 000 operativců palestinských militantních organizací, z toho 8 velitelů brigád, více než 30 velitelů praporů a více než 165 velitelů rot.
Během dne bylo z Pásma Gazy vypáleno 5 raket směrem na Sderot. Podle IOS všechny rakety byly sestřeleny. Nejsou hlášena žádná zranění, ani škody. Další salva raket mířila na Tel Aviv. K útoku se přihlásil Hamás. Izraelské letectvo následně zaútočilo na místa odpalu v Chán Júnisu a raketomety zničilo.
Podle palestinského ministerstva zdravotnictví počet osob zabitých v Pásmu Gazy stoupl 41 909.

## Úterý 8. října
Podle IOS bylo během probíhající operace v Džabalíji zabito asi 20 operativců Hamásu. Lokalizovány a zničeny byly sklady zbraní. Tato operace je již čtvrtou operací IOS v Džabalíji od zahájení války. Podle IOS a Šin bet byly během bojů zabiti i 3 operativci Hamásu, kteří se podíleli na útoku 7. října 2023.
Zatím co premiér B. Netanjahu na oficiálním ceremoniálu k prvnímu výročí útoku Hamásu na Izrael pochválil reakci své vlády, na dalších setkáních zazněla kritika a požadavky na zřízení státní vyšetřovací komise.
Za možnou katastrofu označil generální tajemník OSN Antonio Guterres izraelský návrh izraelské legislativy na ukončení činnosti UNRWA v Pásmu Gazy. Takové opatření by zadusilo úsilí o zmírnění lidského utrpení a napětí v Gaze a samozřejmě na celém okupovaném palestinském území. Byla by to katastrofa v tom, co je již tak naprostou katastrofou, řekl Guterres.
Podle IOS zabily izraelské jednotky při nové operaci v Džabalíji 20 operativců Hamásu. Zároveň vyzvaly civilisty v Džabalíji, Bajt Hanún a Bajt Lahíja, aby se z dané oblasti evakuovali. Hamás oznámil, že jeho jednotky v Džabalíji útočí na izraelské vojáky. Podle agentury civilní obrany izraelské údery zabily 19 lidí.
Palestinský islámský džihád se přihlásil k odpalu 2 raket na Izrael. IOS uvedly, že zachytily start těchto raket a uvedly, že mířily na Sderot.
Za součást širšího konfliktu prohlásil exilový vůdce Hamásu Chálid Mašál současnou válku mezi Hamásem a Izraelem. Přišli jsme o část naší munice a zbraní, ale Hamás stále verbuje mladé muže a pokračuje ve výrobě významné části své munice a zbraní, řekl Mašál.
Podle palestinského ministerstva zdravotnictví počet osob zabitých v Pásmu Gazy stoupl na 41 965.
Podle IOS počet izraelských vojáků padlých v Pásmu Gazy stoupl na 348.

## Středa 9. října
Podle palestinských zdravotníků bylo při nočních vojenských útocích na Gazu zabito nejméně 18 osob. Podle Philippa Lazzariniho, šéfa Agentury OSN pro palestinské uprchlíky (UNRWA) je v oblasti Džabalíje uvězněno asi 400 000 lidí. Podle IOS má současná operace v Džabalíji za cíl zastavit bojovníky Hamásu a zabránit jim v přeskupení.
Evakuace nemocnice Kamal Adwan v uprchlickém táboře Džabalíja podle palestinských zdravotníků probíhala uprostřed izraelské palby a obkličování. Podle CNN IOS nařídily v Džabalíji evakuaci také Indonéské nemocnice a nemocnice Avda.
Podle agentury WAFA a zdravotníků Červeného půlměsíce zahynulo při izraelském bombardování čtvrti Šejája v Gaze 9 osob a v uprchlickém táboře v Nusejratu 3 osoby.
Podle prohlášení Hamásu se jeho delegace setkala v Káhiře s delegací konkurenční palestinské frakce Fatah. Podle zdrojů z Fatahu programem setkání byla snaha o nalezení konsensu a národního sjednocení. Oficiální stanovisko o schůzce vydáno nebylo.
Podle palestinského ministerstva zdravotnictví počet osob zabitých v Pásmu Gazy stoupl na 42 010.

## Čtvrtek 10. října
Podle Bretta McGurka,  koordinátora americké Národní bezpečnostní rady pro Blízký východ a severní Afriku je J. Sinwár stále naživu v Pásmu Gazy a skrývá se v tunelech obklopen izraelskými rukojmími. Sinwár zůstává tím, kdo rozhoduje, řekl McGurk. 
Americká velvyslankyně při OSN Linda Thomas-Greenfieldová při svém proslovu na zasedání Rady bezpečnosti o Blízkém východě vyzvala Izrael, aby začal řešit katastrofální podmínky, ve kterých se nacházejí palestinští civilisté v Pásmu Gazy. Tyto katastrofické podmínky byly předpovězeny před několika měsíci, a přesto nebyly řešeny. To se musí změnit, a to hned, řekla Linda Thomas-Greenfieldová. Podle Philippe Lazzariniho, šéfa palestinské agentury OSN pro uprchlíky UNRWA... obyvatelé Gazy opět balancují na pokraji uměle vyvolaného hladomoru. Vyslankyně Spojeného království v OSN Barbara Woodwardová řekla řekla, že... Izrael musí udělat mnohem více, aby se vyhnul civilním obětem a zajistil, že OSN a humanitární organizace budou moci v Gaze operovat bezpečně a efektivně. Podle francouzského vyslanec při OSN Nicolase de Rivièry... dodávky humanitární pomoci jsou ztíženy a humanitární pracovníci jsou neustále v ohrožení. Izraelský velvyslanec při OSN Danny Danon na kritiku odpověděl, že... Izrael neukládá žádná omezení na dodávky humanitární pomoci. Ve skutečnosti bylo schváleno a realizováno 82 procent všech žádostí o koordinaci dodávek humanitární pomoci. Zároveň obvinil Hamás z odklánění pomoci pomoci pro své potřeby.
Nezávislá mezinárodní vyšetřovací komise pro okupovaná palestinská území ve své zprávě pro OSN obvinila Izrael z... neúnavných a záměrných útoků na zdravotnický personál a zařízení a sdělila, že Izrael prováděl koordinovanou politiku ničení zdravotnického systému v Gaze, což jsou akce rovnající se jak válečným zločinům, tak zločinu proti lidskosti.  Vyšetřovatele OSN také obvinili izraelské síly ze... záměrného zabíjení a mučení zdravotnického personálu a zaměřování se na zdravotnická vozidla. Izraelská diplomatická mise v Ženevě zprávu odmítla a ve svém prohlášení uvedla, že zpráva... je dalším nehorázným pokusem delegitimizovat samotnou existenci státu Izrael a bránit jeho právo chránit své obyvatelstvo. Zároveň uvedla, že... Hamás je v Gaze je hluboce zakořeněn mezi civilním obyvatelstvem a operuje z úkrytů v zastavěných obydlených oblastích, ze soukromých domů, škol, mešit, zařízení OSN a nemocnic.
Podle agentury OSN UNICEF byly dohodnuty humanitární přestávky, aby bylo možné 14. října v Pásmu Gazy začít druhé kolo očkování proti obrně zaměřené na 590 000 dětí mladších 10 let. Podle výkonné ředitelky UNICEF Catherine Russellové... byly dohodnuty humanitární přestávky pro jednotlivé oblasti. Je důležité, aby tyto pauzy byly respektovány všemi stranami. Bez nich není možné děti očkovat.
Podle Palestinského červeného půlměsíce bylo ve škole Rufaida al-Aslamia ve městě Dajr al-Baláh při izraelském náletu zabito nejméně 28 osob a 54 jich bylo zraněno. podle ministerstva zdravotnictví v Gaze se jedná o... nový masakr spáchaný izraelskou armádou. Podle IOS byl útok veden... na velitelské a kontrolní středisko ve škole.
Podle palestinského ministerstva zdravotnictví počet osob zabitých v Pásmu Gazy stoupl 42 065.
Podle IOS počet izraelských vojáků padlých v Pásmu Gazy stoupl na 353.

## Pátek 11. října
Podle palestinské agentury civilní obrany v Gaze bylo v Džabalíji a uprchlickém táboře na severu Pásma Gazy při izraelských náletech zabito nejméně 30 osob, včetně žen a dětí.
Agentury OSN, které se podílejí na očkovací kampani proti dětské obrně v Pásmu Gazy jsou znepokojeny. Podle nich jsou podmínky...  tentokrát opravdu komplikovanější. Důvodem je intenzivní boje na severu Pásma a příkazy Izraele k evakuaci civilního obyvatelstva.
Podle palestinského ministerstva zdravotnictví počet osob zabitých v Pásmu Gazy stoupl 42 126.
Podle IOS počet izraelských vojáků padlých v Pásmu Gazy stoupl na 352.

## Sobota 12. října
Podle palestinských zdravotníků zabily izraelské nálety v Džabalíji nejméně 19 osob. Podle Hamásu... Izrael masakrem trestá obyvatele Džabalíje za to, že odmítli opustit své domovy.
IOS podle svého prohlášení zabily během dne více než 20 palestinských bojovníků. V centrální části Pásma Gazy zabili izraelští vojáci několik skupin palestinských bojovníků útočících na izraelské jednotky. Další palestinští bojovníci byli zabiti v Rafahu. Příslušníci Hamásu a PID útočili na izraelské jednotky v Džabalíji, Výbory lidového odporu se přihlásily k raketovému útoku na izraelské jednotky v prostoru Necarimského koridoru. PID se přihlásil k odpálení 2 raket zaměřených na Aškelon, ty ale dopadly na otevřené prostranství.
Podle palestinského ministerstva zdravotnictví počet osob zabitých v Pásmu Gazy stoupl na 42 175.
Podle IOS počet izraelských vojáků padlých v Pásmu Gazy stoupl na 354.

## Neděle 13. října
Podle humanitárních  představitelů OSN je úroveň pomoci vstupující do Gazy na nejnižší úrovni za poslední měsíce. Podle zástupce mluvčího OSN Farhana Haqa... hlavní přechody na sever Pásma byly uzavřeny a od 1. října se do nich nedostaly žádné potraviny ani jiné základní zásoby. Podle izraelského úřadu COGAT, který dohlíží na distribuci pomoci v Gaze... Izrael nezastavil vstup nebo koordinaci humanitární pomoci na severu Pásma Gazy. Podle humanitární organizace MedGlobal obnovená vojenská akce izraelské armády přivedla zbývající zdravotnická zařízení na severu... na pokraj kolapsu.
Izraelský nálet provedený během večera na školu v Nusejratu zabil podle palestinských zdravotníků nejméně 20 lidí včetně dětí.
Jednotky IOS podle vlastního prohlášení zabily desítky palestinských bojovníků a v oblasti Džabalíje, nalezly improvizovaná výbušná zařízení (IED), granáty a další zbraně. Zaútočily také na místo, ze kterého bojovníci Palestinského islámského džihádu (PID) 12. října odpálili rakety na Aškelon. Hamás a PID útočily na izraelské jednotky nástražnými systémy a raketovými granáty. Proti jednotce IOS také příslušníci Hamásu odpálili termobarickou raketu. Podle svědků IOS uzavřely komunikace mezi Bajt Hanúnem, Džabalijí, Bajt Lahíjou a Gazou a zablokovaly cestování mezi těmito oblastmi s výjimkou evakuovaných civilistů.
Podle palestinského ministerstva zdravotnictví počet osob zabitých v Pásmu Gazy stoupl 42 227.

## Pondělí 14. října
IOS podle vlastního prohlášení uvedly, že zaútočily na areál nemocnice Al-Aksá ve městě Dajr al-Balah v centrálním Pásmu Gazy, kde se mělo nacházet velitelské centrum Hamásu. Podle palestinských zdravotníků při útoky zahynuly 3 osoby a 40 jich bylo zraněno. Při bombardování došlo k sekundárním výbuchům, jejichž původ je nejasný a několik stanů bylo zapáleno.
Podle palestinských zdravotníků bylo nejméně 8 osob zabito a mnoho dalších zraněno při izraelském bombardování ve čtvrti Šejk Radwan, v Gaze.
Podle palestinské agentury civilní obrany zabil izraelský útok na školu v centrální části Pásma Gazy používanou jako přístřeší pro vysídlené Palestince nejméně 22 lidí, včetně 15 dětí.
Podle palestinských zdravotníků nejméně 10 lidí bylo zabito a 30 zraněno izraelskými tankovými granáty, které zasáhly distribuční centrum potravin v Džabalíji.
Ředitel Šin bet Ronen Bar se v Káhiře setkal s šéfem egyptské rozvědky Abbasem Kamelem. Tématem bylo hledání způsobu, jak obnovit rozhovory o příměří a propuštění rukojmí, téma hraničního přechodu Rafah mezi Gazou a Egyptem či izraelská přítomnost ve Filadelfském koridoru.
Podle prohlášení Světové zdravotnické organizace (WHO) byla v centrální části Pásma Gazy zahájena druhá fáze očkovací kampaně proti dětské obrně.
Podle palestinského ministerstva zdravotnictví počet osob zabitých v Pásmu Gazy stoupl na 42 289.
Podle IOS počet izraelských vojáků padlých v Pásmu Gazy stoupl na 353.

## Úterý 15. října
Zastavením bezpečnostní pomoci USA Izraeli pohrozili americký ministr zahraničí Antony Blinken a americký ministr obrany Lloyd Austin v dopise, který do Izraele zaslali začátkem týdne. Další americkou pomoc podmínili zlepšením humanitární situace v Pásmu Gazy ze strany Izraele. Mezi konkrétní požadavky například patří umožnění vstupu 350 vozidlům s humanitární pomocí do Pásma Gazy denně.
Podle palestinských zdravotníků nejméně 17 osob zahynulo při izraelském ostřelování uprchlického tábora v Džabalíji, 10 osob zahynulo při zásahu izraelskou raketou v Bani Šuhajlá ve východním Chán Júnisu. Osm osob bylo zabito při zásahu domu v táboře Nusejrat v centrální části Pásma Gazy.
Podle izraelského ministra obrany J. Galanta se vyjednávání mezi Izraelem a Hamásem ohledně o osvobození rukojmí dostalo do slepé uličky. Doufám, že se někam dostaneme, ale v tuto chvíli je konec v nedohlednu, řekl Galant.
Podle palestinského ministerstva zdravotnictví počet osob zabitých v Pásmu Gazy stoupl 42 344.

## Středa 16. října
Podle katarského premiéra šejka Mohammeda al-Táního neproběhly v posledních třech až čtyřech týdnech žádné rozhovory o příměří v Pásmu Gazy. Pohybujeme v kruhu za mlčení všech stran, řekl katarský premiér.
Vstup 50 kamionům s humanitární pomocí do Pásma Gazy povolil během středy Izrael. Stalo se tak krátce po zveřejnění dopisu amerických představitelů hrozících zastavením dodávek zbraní, pokud se Izrael nezasadí o zlepšení humanitární situace v Pásmu Gazy.
Podle IOS izraelská protivzdušná obrana zničila 2 projektily vypálené z Pásma Gazy na Nir Am a Sderot v jižním Izraeli. K odpálení raket se přihlásily Brigády Al Kuds, ozbrojené křídlo PID.
Podle palestinského ministerstva zdravotnictví počet osob zabitých v Pásmu Gazy stoupl 42 409.

## Čtvrtek 17. října
Podle IOS byl při přestřelce ve čtvrti Tel Sultan v Rafahu, v Pásmu Gazy zabit vůdce Hamásu Jahjá Sinwár. Hamás jeho smrt nepotvrdil. Podle mluvčího IOS kontradmirála Daniela Hagariho... Sinwár byl zlikvidován armádními bojovníky.
Americký ministr zahraničí Antony Blinken oznámil že plán pro poválečné uspořádáni v Pásmu Gazy Spojené státy představí po amerických volbách v listopadu. V plánu jsou zahrnuty i připomínky Izraele a Spojených arabských emirátů. Podle médií se Izrael a SAE shodují na odstavení současného palestinského prezidenta M. Abbáse, kterého SAE viní z rozsáhlé korupce, ale rozcházejí se v otázce zapojení Palestinské samosprávy. 
Podle palestinského ministerstva zdravotnictví zahynulo minimálně 28 osob včetně dětí při izraelském útoku na úkryt vysídlených osob ve škole Abu Hussajna v Džabalíi. Podle IOS byl útok zaměřen na militanty z Hamásu a PID.
Podle COGAT, izraelského vojenského orgánu, který dohlíží na distribuci pomoci v Pásmu Gazy Izrael povolil vstup 50 kamionům humanitární pomoci do severního Pásma Gazy. Kamiony převážející jídlo, vodu, zdravotnické potřeby a přístřešky z Jordánska přes přechod Allenby vstoupily na Západní břeh Jordánu, do severní Gazy vstoupily přes přechod Erec West.
Podle palestinského ministerstva zdravotnictví počet osob zabitých v Pásmu Gazy stoupl 42 438.

## Pátek 18. října
Izraelský premiér B. Netanjahu prohlásil, že... zabití vůdce Hamásu Jahjá Sinvára představuje začátek konce války v Pásmu Gazy. Podle Times of Israel (ToI) sice... odstranění nejdominantnější postavy Hamásu by mohlo otevřít malé okno k uskutečnění těžko dosažitelných válečných cílů Izraele... ale... jednou z otázek je, jak velký vliv měl Sinvár na operace Hamásu v této fázi války. Gaza byla po většinu války rozdělena na dvě, nebo více částí a buňky Hamásu musely proti silám IOS operovat nezávisle. K otázce rukojmí ToI dodává, že... nikdy nebylo jasné, zda by sám Sinvár byl schopen shromáždit všechna rukojmí v Pásmu Gazy, i kdyby chtěl dohodu; pro jeho nástupce s menší důvěryhodností a mocí by to bylo ještě těžší.
Novým vůdcem Hamásu po Jahjá Sinvárovi by se, podle portálu Al Arabiya, mohl stát někdo sídlící mimo Pásmo Gazy. Současné vedení Hamásu ale musí brát v potaz i názor Íránu a Kataru. Mohammad Sinvár, bratr zabitého vůdce Hamásu Jahjá Sinvára by mohl hrát důležitější roli při vedení války Hamásu proti Izraeli.
Podle Volkera Turka, předsedy komise OSN pro lidská práva by jakýkoli rozsáhlý násilný přesun civilistů z konfliktem zmítané severní Gazy by mohl představovat válečný zločin. Izraelské příkazy k evakuaci se zdají být navrženy tak, aby zcela odřízly severní část Pásma Gazy od zbytku území, řekl na tiskové konferenci Turk.
Izraelské armáda operující v Džabalíji bude posílena další jednotkou. Podle palestinských obyvatel izraelské jednotky za použití těžké letecké a pozemní palby ničí silnice a domy. Podle IOS... izraelské jednotky za poslední dny v Džabalíji zabily desítky militantů v boji zblízka a provedly letecké údery a demontovaly vojenskou infrastrukturu.
Hamás ve svém prohlášení oficiálně potvrdil smrt svého vůdce Jahjá Sinvára. Zároveň ale odmítl názor, že... to znamená snadnější cestu k dohodě o propuštění rukojmích.
Podle IOS byl izraelskou armádou v Rafahu zabit Mahmúd Hamdan, velitel Sinvárovy ochranky a praporu Tal al-Sultán ze sestavy Hamásu. Hamdan byl zabit přibližně 200 metrů od místa, kde byl zlikvidován Sinvár.
Podle palestinského ministerstva zdravotnictví počet osob zabitých v Pásmu Gazy stoupl na 42 500.

## Sobota 19. října
Podle výsledků pitvy provedené izraelskými patology byl J. Sinvár zabit střelou do hlavy. Podle zprávy byl před tím zraněn na paži, patrně střepinou. Pitva ale neurčila, kdo na Sinvára střílel a o jaký typ zbraně šlo.
Palestinské úřady obvinily izraelskou armádu z ostřelování nemocnice v Bajt Lahíja na severu Pásma Gazy. Podle ředitele nemocnice... izraelské tanky zcela obklíčily nemocnici, přerušily dodávky elektřiny a ostřelovaly nemocnici, přičemž dělostřelectvem zasáhly druhé a třetí patro. Podle palestinské Agentury civilní obrany si boje v Džabalíji vyžádaly životy 33 osob.
Podle palestinská oficiální tisková agentura WAFA bylo nejméně 11 lidí zabito při izraelském útoku na dům v uprchlickém táboře Al Maghází v centrální části Pásma Gazy.
Podle palestinského ministerstva zdravotnictví počet osob zabitých v Pásmu Gazy stoupl 42 519.
Podle IOS počet izraelských vojáků padlých v Pásmu Gazy stoupl na 357.

## Neděle 20. října
Palestinské ministerstvo zdravotnictví zvýšilo počet mrtvých ze sobotního izraelského bombardování v Bajt Lahíja na 87 osob. Dalších 40 osob bylo zraněno, přičemž dle ministerstva se mnoho osob stále nachází pod troskami. Zvláštní mírový zmocněnec OSN pro Blízký východ Tor Wennesland řekl, že... tato válka musí skončit, rukojmí držená Hamásem musí být osvobozena, vysídlování Palestinců musí skončit a civilisté musí být chráněni, ať jsou kdekoli. Humanitární pomoc musí být dodávána bez překážek. Podle IOS jsou počty mrtvých uváděné Hamásem přehnané. Podle ministerstva byly záchranné práce ztíženy komunikačními problémy a pokračujícími bojovými akcemi. Podle IOS by média měla být opatrná s informacemi zveřejněnými představiteli Hamásu.
Podle IOS byl v Džabalíji zabit při výbuchu IED velitel 401. obrněné brigády IOS plukovník Ešan Daksa, další 3 důstojníci IOS byli zraněni, z toho 1 těžce. Jedná se o nejvýše postaveného důstojníka IOS zabitého od začátku války.
Podle palestinského ministerstva zdravotnictví počet osob zabitých v Pásmu Gazy stoupl na 42 603.
Podle IOS počet izraelských vojáků padlých v Pásmu Gazy stoupl na 358.

## Pondělí 21. října
Podle šéfa UNRWA Philippe Lazzariniho Izrael stále brání dodávání humanitární pomoci do oblastí na severu Pásma Gazy. Jedná se o kritické dodávky, včetně léků a potravin pro lidi v obležení. Nemocnice byly zasaženy a jsou bez proudu, zatímco zranění lidé zůstávají bez péče, řekl Philippe Lazzarini.
K obnově židovských osad v Pásmu Gazy a podpoře palestinské emigrace z tohoto území vyzvali vysocí ministři Netanjahuovy vlády. Itamar Ben Gvir, ministr národní bezpečnosti řekl, že... povzbuzení emigrace palestinských obyvatel tohoto území je nejlepším a nejetičtějším řešením konfliktu. Ministr financí Becal'el Smotrič uvedl, že... pásmo je součástí Země izraelské a že bez osad není žádná bezpečnost.
Podle amerického ministra obrany Lloyda Austina je pokročilý protiraketový systém Terminal High Altitude Area Defense (THAAD) již v Izraeli. Pro obsluhu systému se počítá s přítomností 100 amerických vojáků v Izraeli.

## Úterý 22. října
Podle zprávy Rozvojového programu OSN (UNDP) se míra chudoby na palestinských územích letos téměř zdvojnásobí na 74,3%. Bezprostřední důsledky války, nejen v podobě fyzického zničení infrastruktury, ale také z hlediska chudoby, živobytí a ztráty živobytí, jsou obrovské, řekl šéf UNDP Achim Steiner.
Podle dvou zdrojů Hamás směřuje ke jmenování vládního výboru se sídlem v Dauhá, který celou organizaci povede. Výbor by Hamás měl vést až do voleb, které se uskuteční v březnu 2025.
Podle izraelských zdravotníků ozbrojenci Hamásu střílejí na Palestince, kteří se snaží evakuovat z Džabalíje. Ranění přicházeli k nám a my jsme jim poskytli první pomoc v terénu, což většinou znamenalo zastavení krvácení, řekla vojenská zdravotnice.
Podle palestinského ministerstva zdravotnictví počet osob zabitých v Pásmu Gazy stoupl 42 718.

## Středa 23. října
Podle IOS opustilo Džabalíji asi 20 000 obyvatel. Během operace izraelské jednotky zabily mnoho příslušníků Hamásu a asi 150 jich zajali. Podle palestinských zdravotníků izraelské údery v Pásmu Gazy zabily během dne 42 lidí. Podle IOS tisíce obyvatel Džabalíje oblast opustili navzdory snahám Hamásu jim v tom zabránit.
Podle ministerstva zdravotnictví v Pásmu Gazy a Světové zdravotnické organizace WHO nebude možné kvůli intenzivnímu bombardování, masovému vysídlování a nedostatečnému přístupu zahájit očkovací kampaň proti obrně v severní části Pásma Gazy.
IOS zveřejnily dokumenty, které podle nich dokazují, že 6 žurnalistů pracujících pro katarskou televizní stanici Al Džazíra bylo operativci vojenských křídel Hamásu a Palestinského islámského džihádu. Podle těchto dokumentů působili na pozicích velitelů, ostřelovačů či příslušníků výcviku. Podle tvrzení Al Džazíry jsou tato obvinění vykonstruovaná a Izrael se tím snaží zakrýt potenciální válečné zločiny spáchané izraelskými silami během probíhající války v Gaze.
Izraelský vojenský orgán odpovědný za distribuci pomoci na palestinských územích COGAT ve svém prohlášení uvedl, že za posledních 9 dní vjelo do severní části Pásma Gazy více než 230 nákladních vozidel s humanitární pomocí vezoucích potraviny, vodu, zdravotnické potřeby a přístřešky z Jordánska a mezinárodního společenství.
Podle palestinského ministerstva zdravotnictví počet osob zabitých v Pásmu Gazy stoupl 42 792.

## Čtvrtek 24. října
Podle Agentury civilní obrany v Pásmu Gazy nejsou jejich pracovníci schopni poskytovat služby na severu území Pásma z důvodu intenzivního izraelského bombardování. Agentura zároveň obvinila izraelské síly z vyhrožování bombardováním a zabíjením jejích posádek.
Americký ministr obrany Lloyd Austin varoval Izrael, že každé selhání při ochraně civilistů v Gaze může vyvolat generační odpor. Vytvoří se generace Palestinců, kteří budou v budoucnu pokračovat v odporu vůči spolupráci s Izraelem. Takže ve skutečnosti zvyšujete počet povstalců, pokud se vám nepodaří ochránit civilisty, řekl Austin na adresu Izraele.
Podle Agentury civilní obrany v Pásmu Gazy zabil izraelský útok na školu Al-Šuháda v táboře Nusejratu, která byla používána jako přístřeší pro vysídlené nejméně 17 lidí a zranil desítky dalších. IOS oznámily, že v bývalé škole cílily na militanty Hamásu.
Podle palestinského ministerstva zdravotnictví počet osob zabitých v Pásmu Gazy stoupl 42 847.

## Pátek 25. října
Podle palestinských představitelů zahynulo nejméně 38 lidí izraelském náletu na nemocnici Kamal Adwanna severu Pásma Gazy. Podle palestinských zdravotníků v Bajt Lahíja zabil izraelský nálet na 3 budovy 25 lidí a desítky dalších zranil. Podle IOS izraelské jednotky v oblasti Džabalíje zlikvidovaly desítky teroristů, demontovaly teroristickou infrastrukturu a nalezly řadu zbraní.
UNRWA potvrdila, že Muhammad Abu Attawi, který pracoval pro tuto organizaci jako řidič a byl na izraelském seznamu veden jako velitel jednotky Nukhba ze sestavy Hamásu byl zabit během středy. Podle IOS a Šin bet Attawi vedl palestinské komando které 7. října 2023 zabíjelo a unášelo Izraelce z protileteckého krytu u silnice poblíž kibucu Re'im. Během útoku, kterému Attawi velel bylo zavražděno 16 lidí a 4 byli uneseni.
Podle mluvčího izraelského premiéra Benjamina Netanjahua v neděli odcestuje do Kataru izraelská delegace na jednání o příměří. Účast Hamásu na jednáních není dosud jasná. Podle amerického ministra zahraničí Antonyho Blinkena se Sinwárovým odchodem  se naskytla příležitost k dosažení dohody.
Podle Volkera Türka, šéfa Úřadu Vysokého komisaře OSN pro lidská práva... nastal nejtemnější okamžik konfliktu, se odehrává v severní Gaze. Podle ministerstva zdravotnictví v Pásmu Gazy zemřely 2 děti poté, co izraelská palba zasáhla kyslíkové zařízení. IOS uvedly, že o útocích v této oblasti neví. Podle palestinské civilní obrany útok bezpilotními letouny zabil 12 osob poblíž uprchlického tábora Al Šátí. V Chán Júnisu zahynulo 14 lidí při izraelském útoku, který zasáhl obytný dům.
Na internetu se objevilo video natočené palestinskou novinářkou, na kterém je na okraji uprchlického tábora Džabalíja zraněný palestinský mladík volající o pomoc. Poté, co se mu několik mužů snaží pomoci, zasáhne je izraelský letecký útok. Video zveřejnil i americký deník The Washington Post. Podle palestinského Červeného půlměsíce mladík zahynul. S ním zahynul další mladý Palestinec. IOS tento incident nevysvětlily.
Světová zdravotnická organizace WHO podle svého prohlášení ztratila kontakt s personálem poslední fungující nemocnice Kamal Radwan na severu Pásma Gazy.
Podle IOS počet izraelských vojáků padlých v Pásmu Gazy stoupl na 361.

## Sobota 26. října
WHO ve svém prohlášení uvedla, že se jí podařilo navázat kontakt s personálem nemocnice Kamal Radwan. Ta je, podle šéfa WHO Tedrose Adhanoma Ghebreyesuse stále v obležení. Podle něj při izraelském útoku na nemocnici... tři zdravotníci a další zaměstnanec byli zraněni, 44 zdravotníků bylo zadrženo a čtyři sanitky byly poškozeny.
Podle palestinských zdravotníků nejméně 44 osob ze 70členného týmu nemocnice bylo zadrženo izraelskou armádou. Později armáda propustila 14 z nich, včetně ředitele nemocnice. IOS později uvedly, že... operovaly v oblasti nemocnice na základě zpravodajských informací týkajících se přítomnosti teroristů a teroristické infrastruktury.
Podle Wall Street Journal nabídl Izrael, prostřednictvím šéfa Mosadu vůdcům Hamásu bezpečný odchod z Pásma Gazy výměnou za propuštění rukojmí. Hamás tento návrh odmítl. Vysoký představitel Hamásu Chálil al-Hajjá sdělil, že... Izrael nepochopil Hamás a riskuje prodloužení války o měsíce nebo roky.
Podle palestinského ministerstva zdravotnictví počet osob zabitých v Pásmu Gazy stoupl 42 924.
Na slavnostním ceremoniálu u příležitosti hebrejského výročí útoku Hamásu ma Izrael ze 7. října 2023 řekl izraelský ministr obrany J. Galant, že... ne všech cílů lze dosáhnout pouze vojenskými operacemi... abychom si uvědomili naši morální povinnost přivést naše rukojmí domů, budeme muset učinit bolestivé ústupky.
Egyptský rezident Abd al-Fattáh as-Sísí ve svém projevu navrhl dvoudenní příměří mezi Izraelem a Hamásem, během něhož by byli osvobozeni čtyři rukojmí zadržovaní v Gaze a propuštěni někteří palestinští vězni. Návrh zahrnuje i dodávky humanitární pomoci do obléhané Gazy. Podle Sísího... cílem je posunout situaci kupředu a jakmile dvoudenní příměří vstoupí v platnost, jednání budou pokračovat a učiní jej trvalým. Ze strany Izraele, ani Hamásu nepřišla žádná okamžitá reakce.
Podle palestinské záchranné služby izraelské údery v Bajt Lahíji, v severní části Pásma Gazy zabily nejméně 22 osob. Mezi zabitými je 11 žen a dvě děti. Zraněno bylo 15 lidí. IOS uvedly, že provedly přesné údery na ozbrojence v budově v Bajt Lahíji a že podnikla kroky k tomu, aby zabránily civilním ztrátám na životech.
Podle palestinských zdravotníků nejméně 45 osob v celém Pásmu Gazy zabily izraelské údery, většinu z nich na severu enklávy.
Podle palestinského ministerstva zdravotnictví počet osob zabitých v Pásmu Gazy stoupl na 42 924.
Podle IOS počet izraelských vojáků padlých v Pásmu Gazy stoupl na 362.

## Neděle 27. října
Na slavnostním ceremoniálu u příležitosti hebrejského výročí útoku Hamásu na Izrael ze 7. října 2023 řekl izraelský ministr obrany J. Galant, že... ne všech cílů lze dosáhnout pouze vojenskými operacemi... abychom si uvědomili naši morální povinnost přivést naše rukojmí domů, budeme muset učinit bolestivé ústupky.
Egyptský prezident Abd al-Fattáh as-Sísí ve svém projevu navrhl dvoudenní příměří mezi Izraelem a Hamásem, během něhož by byli osvobozeni čtyři rukojmí zadržovaní v Gaze a propuštěni někteří palestinští vězni. Návrh zahrnuje i dodávky humanitární pomoci do obléhané Gazy. Podle Sísího... cílem je posunout situaci kupředu a jakmile dvoudenní příměří vstoupí v platnost, jednání budou pokračovat a učiní jej trvalým. Ze strany Izraele, ani Hamásu nepřišla žádná okamžitá reakce.
Podle palestinské záchranné služby izraelské údery v Bajt Lahíji, v severní části Pásma Gazy zabily nejméně 22 osob. Mezi zabitými je 11 žen a dvě děti. Zraněno bylo 15 lidí. IOS uvedly, že provedly přesné údery na ozbrojence v budově v Bajt Lahíji a že podnikla kroky k tomu, aby zabránily civilním ztrátám na životech.
Podle palestinských zdravotníků nejméně 45 osob v celém Pásmu Gazy zabily izraelské údery, většinu z nich na severu enklávy.
Podle palestinského ministerstva zdravotnictví počet osob zabitých v Pásmu Gazy stoupl na 42 924.
Podle IOS počet izraelských vojáků padlých v Pásmu Gazy stoupl na 362.

## Pondělí 28. října
Podle IOS sloužila nemocnice Kamal Radwan velící a řídící středisko a ukrývaly se zde desítky operativců Hamásu. Při razii, která byla podle IOS skončena byly nalezeny zbraně, hotovost a dokumenty patřící Hamásu. Zároveň bylo v první fázi zadrženo asi 40 operativců a později desítky dalších, včetně některých, kteří se podíleli na útoku 7. října. Během bojů bylo zabito asi 20 ozbrojenců. Podle výslechu jednoho ze zadržených byly nemocniční sanitky používány pro přepravu ozbrojenců.Přítomnost militantů v nemocnici naopak jak Hamás, tak zdravotníci popírají.
Právní tým z Jižní Afriky během dne doručil nejvyššímu soudu OSN téměř 5000stránkový dokument obviňující Izrael z páchání genocidy na Palestincích v Pásmu Gazy. V dokumentu Jihoafrická republika předkládá argumenty dokazující, že Izrael... záměrně páchá genocidu. Izraelská vláda obvinění odmítá a označila je... za urážku na cti.
Izraelský Kneset schválil poměrem 92 hlasů pro a 10 proti zákaz působení Agentury OSN pro palestinské uprchlíky (UNRWA) v Izraeli a okupovaném východním Jeruzalémě. Stalo se tak navzdory námitkám mezinárodního společenství. Šéf UNRWA Philippe Lazzarini rozhodnutí odsoudil a napsal, že... tyto zákony jen prohloubí utrpení Palestinců.
Podle palestinského ministerstva zdravotnictví počet osob zabitých v Pásmu Gazy stoupl na 43 020.
Podle IOS počet izraelských vojáků padlých v Pásmu Gazy stoupl na 363.

## Úterý 29. října
USA odsoudily legislativní opatření, kterým Izrael zakázal, či alespoň omezil činnost UNRWA v Izraeli a na okupovaných územích. Podle Spojených států tato legislativa... hrozí katastrofou pro miliony Palestinců. Zároveň vyzvaly Izrael, aby odložil implementaci těchto zákonů.Izraelskou legislativu odsoudilo Německo. Podle německé komisařky pro politiku lidských práv a humanitární pomoc Luise Amtsbergové... účinně znemožní práci UNRWA v Gaze, na Západním břehu Jordánu a ve východním Jeruzalémě... což ohrožuje životně důležitou humanitární pomoc pro miliony lidí.Podle tureckého ministerstva zahraničí je rozhodnutí Izraele zakázat humanitární agentuře OSN UNRWA působit v zemi...  jasným porušením mezinárodního práva, jehož cílem je zabránit vysídleným Palestincům v návratu domů.
Izraelský útok na obytnou budovu ve městě Bajt Lahíja na severu Pásma Gazy si podle ministerstva zdravotnictví v Gaze vyžádal životy minimálně 93 osob. Podle palestinských zdravotníků je mezi mrtvými nejméně 20 dětí. Úřad OSN pro lidská práva vyjádřil... zděšení nad jedním z nejsmrtelnějších útoků za téměř tři měsíce, a vyzval k okamžitému a transparentnímu vyšetření okolností. Podle mluvčího amerického ministerstva zahraničí Matthewa Millera se jedná o... děsivý incident s děsivým výsledkem.
V Džabalíji pokračovala 162. divize IOS v čisticích operacích, při kterých její příslušníci zabili desítky palestinských bojovníků. Lokalizovány a zničeny byly zásoby zbraní a vojenského vybavení včetně pušek, protitankové munice a vysílaček. V centrální části Pásma 252. divize IOS pokračovala v útocích na příslušníky Hamásu a pokračovala v operacích v okolí uprchlických táborů Nusejrat a Bureij. V Rafahu 933. pěší brigáda ze sestavy 143. divize IOS útočila na palestinské bojovníky. PID a Brigády mučedníků al-Aksá zaútočily minomety na izraelské vojáky podél zásobovací trasy IOS v koridoru Necarim. Brigády mučedníků al-Aksá a Brigády Abdula al-Kádir al Husajniho se přihlásily k minometným útokům na izraelské jednotky ve čtvrti al Džanina ve východním Rafahu, Brigády národního odporu se přihlásily k minometnému útoku poblíž brány Salah al Dín na hranici Gazy a Egypta.
Podle palestinského ministerstva zdravotnictví počet osob zabitých v Pásmu Gazy stoupl na 43 061.
Podle IOS počet izraelských vojáků padlých v Pásmu Gazy stoupl na 367.

## Středa 30. října
S požadavkem na vysvětlení...  děsivého leteckém útoku v severní Gaze, při kterém zahynulo více než 20 dětí se na Izrael obrátily USA. Podle mluvčího amerického ministerstva zahraničí Matthewa Millera... existují zprávy o dvou desítkách dětí zabitých při tomto incidentu - není pochyb o tom, že řada z nich jsou děti, které prchají před následky této války již více než rok. USA ještě neobdržely od Izraele vysvětlení pro tento útok, dodal. IOS nepopřely svou účast na útoku s tím, že záležitost prošetřují. IOS ale zároveň varovaly před důvěrou v neověřené počty mrtvých poskytnuté orgány Hamásu.
Rada bezpečnosti OSN důrazně varovala před jakýmikoli pokusy o demontáž nebo omezení operací a mandátu palestinské agentury OSN pro uprchlíky UNRWA. RB vyzvala izraelskou vládu, aby... dodržovala své mezinárodní závazky, respektovala výsady a imunity UNRWA a dostála své odpovědnosti a umožnila a usnadnila plnou, rychlou, bezpečnou a neomezenou humanitární pomoc ve všech jejích formách do a v celém Pásmu Gazy a v celém Pásmu Gazy. Reagovala tak na Izraelem přijatou legislativu, která zakázala či omezila činnost UNRWA.
Generální ředitelka Mezinárodní organizace pro migraci IOM Amy Popeová řekla, že neexistuje způsob, jak by IOM nahradila činnost UNRWA. UNRWA je pro lidi v Gaze naprosto zásadní a nechci v nikom zanechat mylný dojem, že IOM může hrát tuto roli, protože nemůže, řekla Popeová.
Podle nejmenovaného izraelského vojenského představitele byl útok, při kterém zahynuly desítky Palestinců, včetně žen a dětí zaměřen na pozorovatele na střeše domu. Podle tohoto představitele... IOS nevěděly, že pětipatrový bytový komplex je používán jako úkryt pro civilisty. Podle izraelského představitele také existují nesrovnalosti mezi tvrzením úřadů v Gaze a zjištěními izraelské rozvědky. Mezi oběťmi byli navíc známí operativci Hamásu.
OSN zdůraznila, že pokud Izrael zavede nové zákony, které přeruší vazby s agenturou OSN pro palestinské uprchlíky, izraelská vláda bude muset uspokojit jejich potřeby podle mezinárodního práva. Podle generálního tajemníka Antonia Guterrese... neexistuje žádná jiná alternativa k agentuře známé jako UNRWA.
Podle palestinského ministerstva zdravotnictví počet osob zabitých v Pásmu Gazy stoupl na 43 163.

## Čtvrtek 31. října
IOS uvedly. že zasáhly nemocnici Kamal Adwan v Bajt Lahíja, kde... se skrývaly desítky teroristů. Během útoku nebyl nikdo zraněn. Podle prohlášení IOS operace způsobila, že... teroristické buňky ve městě Džabalíja se rozpadají.
Podle palestinských zdravotníků zabil izraelský nálet na dva domy v táboře Nusejrat v centrální Gaze nejméně 16 Palestinců. Mezi mrtvými se měli nacházet i záchranář a dva místní novináři.
K bojkotu izraelských novin Ha'arec ze strany ministerstev a vládních úřadů vyzval ministr komunikací, zatímco ministerstva vnitra, školství a záležitostí diaspory s novinami přerušily styky. Důvodem jsou vyjádření vydavatele Ha'arecu Amose Schockena. Ten na tiskové konferenci v Londýně prohlásil, že... Izrael zavádí režim apartheidu vůči Palestincům a nazval příslušníky palestinských militantních skupin... palestinskými bojovníky za svobodu. Bojkot by se měl by se týkat veškeré reklamy a vládních oznámení. Podle ministra informací Karhiho... bojkot nebude mít nepřiměřený dopad na svobodu projevu. Schocken ve svém prohlášení později uvedl, že... své poznámky přehodnotil a měl použít jiné formulace týkající se palestinských bojovníků za svobodu. Bojovníci za svobodu také používají teroristické metody a je třeba proti nim bojovat. Použití terorismu není legitimní.
Úředníci amerického ministerstva zahraničí identifikovali téměř 500 potenciálních incidentů poškození civilistů během izraelských vojenských operací v Gaze, které zahrnovaly zbraně dodané USA, ale nepodnikli žádné další kroky ohledně žádného z nich. Mechanismus, který byl zaveden v srpnu 2023 a který má být aplikován na všechny země, které dostávají americké zbraně, má tři fáze: analýzu incidentů, posouzení dopadů politiky a koordinovanou akci ministerstva. Žádný z případů v Gaze ještě nedospěl do třetí fáze akce. Informace o shromažďování incidentů přinesl Washington Post.
Hamás odmítl jakýkoli návrh na dočasné příměří v Pásmu Gazy a trvá na trvalém příměří. Podle vysokého představitele Hamásu Tahera al-Nunu... myšlenka dočasné přestávky ve válce, která by později pokračovala, je něco, k čemu jsme již vyjádřili svůj postoj. Hamás podporuje trvalé ukončení války, ne dočasné.
Podle palestinského ministerstva zdravotnictví počet osob zabitých v Pásmu Gazy stoupl 43 204.